# Deutsche Gesellschaft für Neurointensiv- und Notfallmedizin
Die Deutsche Gesellschaft für Neurointensiv- und Notfallmedizin (DGNI) gründete sich im Jahr 2008. Historisch betrachtet ist sie ein Zusammenschluss von Neurointensivmedizinern und Notfallmedizinern, die zuvor in jeweils eigenen Organisationen organisiert waren: zum einen in der so genannten „AG Neurotraumatologie und Neurochirurgische Intensivmedizin“, zum anderen in der „Deutsche Gesellschaft für Neurologische Intensivmedizin“ (bis 2002: Arbeitsgemeinschaft neurologischer Intensivmediziner (ANIM))
Präsident der DGNI ist aktuell und seit 2023 Thomas Westermaier, Chefarzt Neurochirurgie am Helios Amper-Klinikum Dachau.

## Aufgaben, Ziele und Aktivitäten
Die DGNI fördert die Wissenschaft, Praxis, Forschung und Pflege in der neurologischen und neurochirurgischen Intensiv- und Notfallmedizin. Sie unterstützt die klinischen Versorgungsstrukturen sowie die wissenschaftliche Fortentwicklung der Neurointensivmedizin und Notfallmedizin, Nachwuchsförderung und Weiterbildung. Das große Ziel hinter all diesen Bestrebungen ist, dass Patienten aus der Neurointensivmedizin und Notfallmedizin überall eine Behandlung auf höchstem Niveau erfahren.
Die DGNI ist seit 2009 Mitgliedsgesellschaft der Arbeitsgemeinschaft der Wissenschaftlichen Medizinischen Fachgesellschaften (AWMF), die die Erstellung und Publikation von hochwertigen medizinischen Leitlinien koordiniert. Seither war die Fachgesellschaft an der Erstellung von 19 solcher AWMF-Leitlinien beteiligt.
2009 gründete die DGNI die DGNI-Stiftung. Über Stiftungsgelder finanziert sich den gemeinsamen zweijährlich vergebenen Neurointensiv-Preis (ehem. Hans Georg Mertens-Preis) der DGNI und DGN, Forschungsprojekte und Stipendien (Ausbildung).
Einmal im Jahr findet die Arbeitstagung NeuroIntensivMedizin (ANIM) statt, eine gemeinsame Veranstaltung der DGNI und der Deutschen Schlaganfall-Gesellschaft.

## Online-Stellenmarkt
Um den eigenen Fachbereich zu stärken und neue Projekte der Nachwuchsförderung anstoßen zu können, initiierte die DGNI ihren eigenen Stellenmarkt Neurointensiv- und Notfallmedizin. Die Einnahmen fließen in die Nachwuchsförderung.

## Mitglieder
Die DGNI hat 1.117 Mitglieder (September 2023). Die Mitglieder arbeiten als Ärzte, Pfleger und Therapeuten in den Fachbereichen der Neurointensivmedizin bzw. der Notfallmedizin.